# 李駿碩
李駿碩，（英文：Jun LI，1991年8月3日—）是一名香港的電影工作者。

## 生平
李駿碩中學畢業於英華書院，大學原先就讀香港大學建築學系，後來轉讀香港中文大學新聞學系，畢業後前往劍橋大學攻讀性別研究哲學碩士。他定期於明報星期日生活寫文章，亦有在端傳媒及字花刊登其作品。2017年，李駿碩執導短片《瀏陽河》於鮮浪潮短片節獲得公開組鮮浪潮大奬及最佳導演獎；2018年他則以短片《吊吊揈》獲得第55屆金馬獎最佳劇情短片提名，同年他完成首部劇情長片《翠絲》，演員袁富華憑此片獲得金馬獎最佳男配角及香港電影金像獎最佳男配角，另一位演員惠英紅也獲得香港電影金像獎最佳女配角。李駿碩則憑此片獲得香港電影金像獎新晉導演及最佳編劇提名。
2021年，他自編自導的第2部長片《濁水漂流》取材自他大學時採訪露宿者遭政府清場事件，於鹿特丹影展大銀幕競賽單元中首映，並於第58屆金馬獎入圍包括最佳劇情長片、最佳導演在內共12個獎項，為該屆入圍最多獎項的電影，並且榮獲最佳改編劇本獎。

### 私人生活
李駿碩為男同性戀者，其男友為美國音樂劇演員Zenni Corbin，曾在《濁水漂流》客串演出黑仔一角。

## 爭議

### 2025年柏林影展致辭涉及以巴相關立場爭論
李駿碩於2025年參加柏林影展期間，替杯葛柏林影展並參演其作品《眾生相（Queerpanorama）》的演員Erfan Shekarriz宣讀支持巴勒斯坦的聲明，引起爭議。

## 作品

### 導演、編劇

#### 劇情長片
- 2018年：《翠絲》
- 2021年：《濁水漂流》
- 2025年：《眾生相》

#### 短片
- 2017年：《瀏陽河》
- 2018年：《吊吊揈》

### 演員
- 2018年：《看見你便想念你》
- 2019年：短片《全部都係雞》
- 2019年：《金都》（客串）
- 2021年：《在觀塘下體現愛的故事》
- 2023年：《那年盛夏我們綻放如花》
- 2023年：《我們的十八歲》

## 獎項紀錄
| 年份   | 頒獎典禮             | 獎項         | 作品     | 結果 |
| ------ | -------------------- | ------------ | -------- | ---- |
| 2018年 | 第55屆金馬獎         | 最佳劇情短片 | 吊吊揈   | 提名 |
| 2019年 | 第38屆香港電影金像獎 | 最佳新晉導演 | 翠絲     | 提名 |
| 2019年 | 第38屆香港電影金像獎 | 最佳編劇     | 翠絲     | 提名 |
| 2021年 | 第58屆金馬獎         | 最佳導演     | 濁水漂流 | 提名 |
| 2021年 | 第58屆金馬獎         | 最佳剪輯     | 濁水漂流 | 提名 |
| 2021年 | 第58屆金馬獎         | 最佳改編劇本 | 濁水漂流 | 獲獎 |
| 2022年 | 第40屆香港電影金像獎 | 最佳新晉導演 | 濁水漂流 | 提名 |
| 2022年 | 第40屆香港電影金像獎 | 最佳編劇     | 濁水漂流 | 提名 |

## 外部連結
- 李駿碩在互联网电影资料库（IMDb）上的資料（英文）（英文）
- 李駿碩在香港影庫上的簡介